# Dasyatis centroura
Espèce
Statut de conservation UICN

 LC  : Préoccupation mineure
Dasyatis centroura est une espèce de raie appartenant à la famille des Dasyatidés.